# Бугульдейка (река)
Бугульдейка (Большая Бугульдейка, Тыя) — река в Иркутской области России, впадает в озеро Байкал.
Бугульдейка — одна из наиболее крупных рек, впадающих в Байкал на западном побережье. Длина реки составляет 78 км, площадь водосбора — 1720 км². По данным наблюдений с 1952 по 1997 год среднегодовой расход воды в 3,1 км от устья — 5,32 м³/с. Высота устья — 456 м над уровнем моря.
В устье реки расположен посёлок Бугульдейка, в среднем течении — село Косая Степь и деревня Алагуй. Основной приток — река Куртун (правый).

## Данные водного реестра
По данным государственного водного реестра России и геоинформационной системы водохозяйственного районирования территории РФ, подготовленной Федеральным агентством водных ресурсов:
- Бассейновый округ — Ангаро-Байкальский;
- Речной бассейн — бассейны малых и средних притоков средней и северной части озера Байкал;
- Водохозяйственный участок — бассейны рек средней и северной части озера Байкал от восточной границы бассейна реки Ангары до северо-западной границы бассейна реки Баргузин[4].